# Lydisk sandglim
Lydisk sandglim (Silene lydia) är en nejlikväxtart som beskrevs av Pierre Edmond Boissier. Lydisk sandglim ingår i släktet glimmar, och familjen nejlikväxter. Arten förekommer tillfälligt i Sverige, men reproducerar sig inte.